# 国道267号

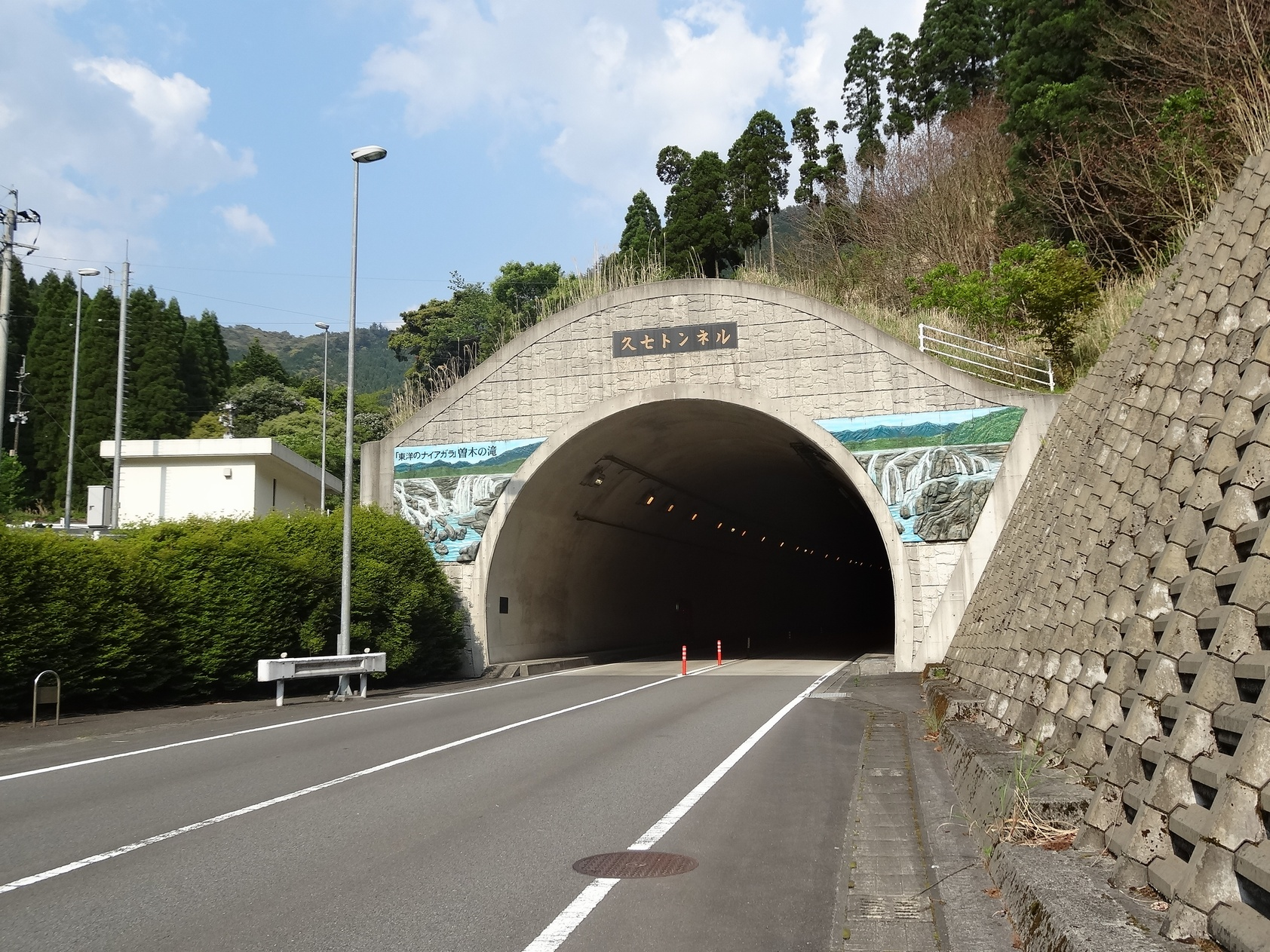
久七トンネル（鹿児島県側）

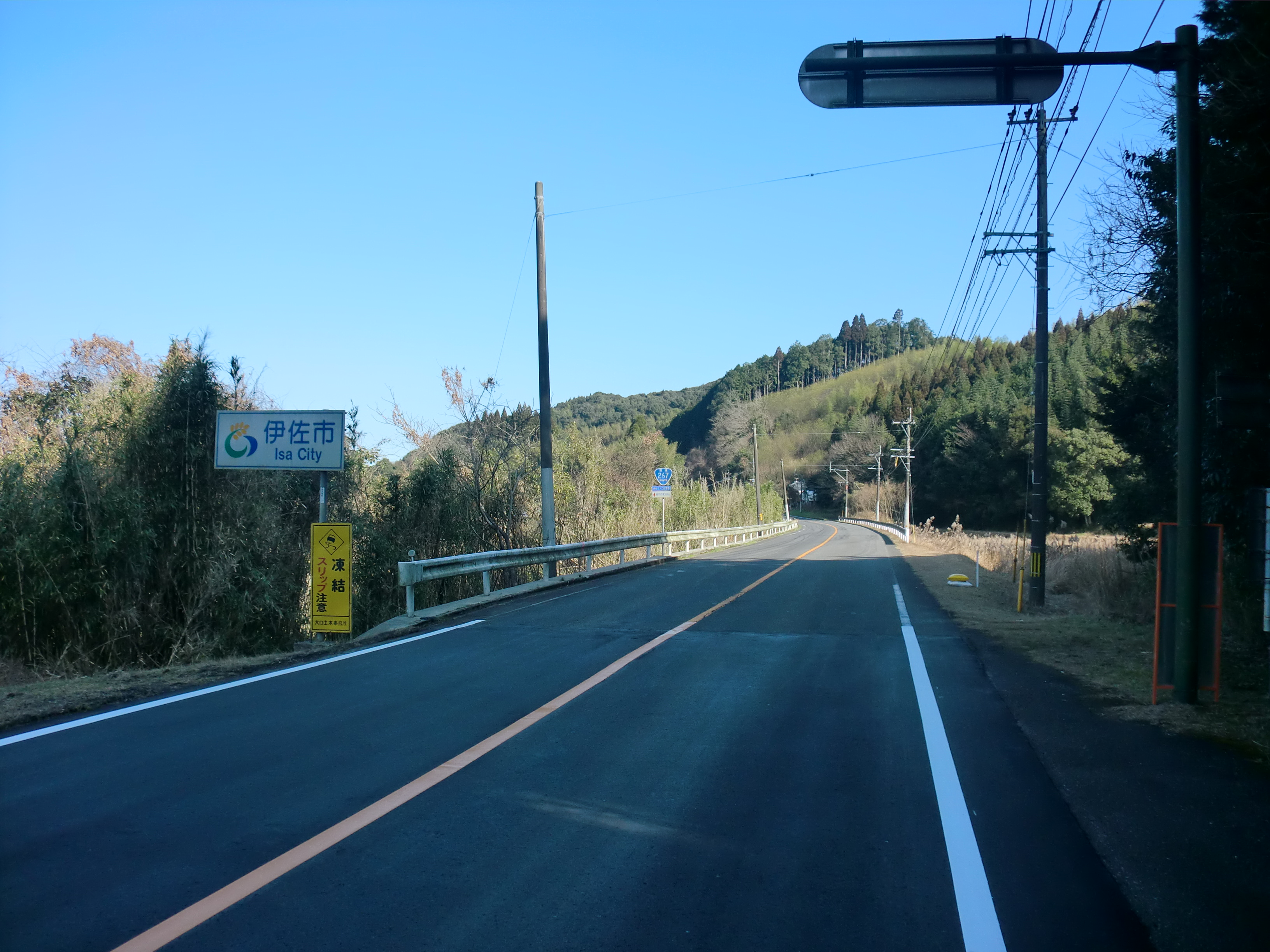
さつま町・伊佐市境

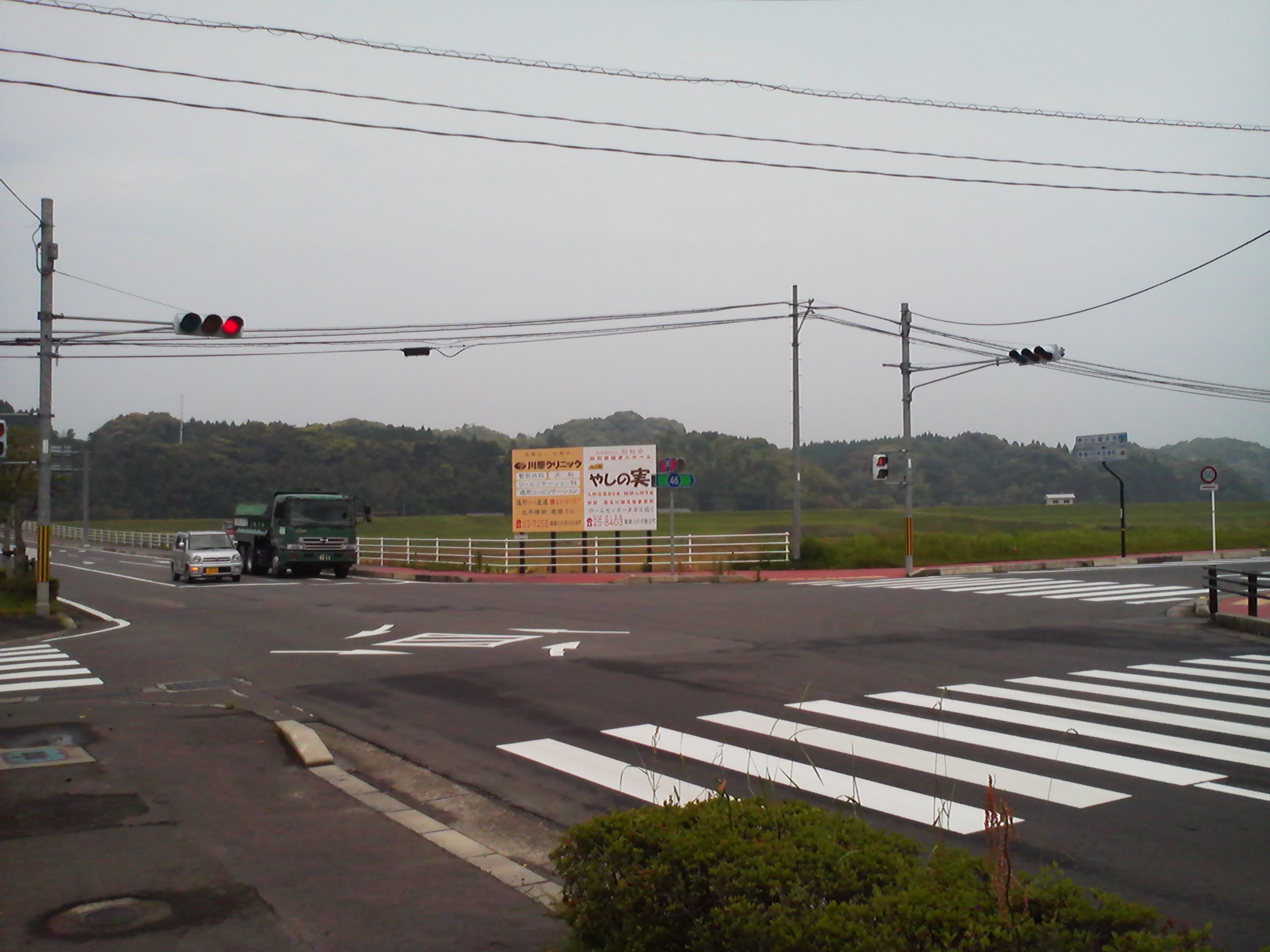
東郷バイパス（薩摩川内市東郷町斧渕）

国道267号（こくどう267ごう）は、熊本県人吉市から鹿児島県薩摩川内市に至る一般国道である。

## 概要

### 路線データ
一般国道の路線を指定する政令に基づく起終点および重要な経過地は次のとおり。
- 起点：人吉市（西間上町交差点 = 国道219号交点）
- 終点：川内市[注釈 2]（国道267号入口交差点 = 国道3号交点、鹿児島県道44号京泊大小路線終点）
- 重要な経過地：大口市[注釈 3]、鹿児島県薩摩郡宮之城町[注釈 4]
- 総延長 : 78.6 km（熊本県 14.5 km、鹿児島県 64.0 km）[2][注釈 5]
- 重用延長 : なし[2][注釈 5]
- 未供用延長 : なし[2][注釈 5]
- 実延長 : 78.6 km（熊本県 14.5 km、鹿児島県 64.0 km）[2][注釈 5]
  - 現道 : 78.5 km（熊本県 14.4 km、鹿児島県 64.0 km）[2][注釈 5]
  - 旧道 : 0.1 km（熊本県 0.1 km、鹿児島県 - km）[2][注釈 5]
  - 新道 : なし[2][注釈 5]
- 指定区間：なし[3]

## 歴史
- 1963年（昭和38年）4月1日 - 二級国道267号人吉川内線（熊本県人吉市 - 鹿児島県川内市（現：薩摩川内市））として指定。
- 1965年（昭和40年）4月1日 - 一般国道267号となる。

## 路線状況

### バイパス
- 熊本県
  - 久七峠バイパス（人吉市西大塚町 - 鹿児島県伊佐市大口）
- 鹿児島県
  - 東郷バイパス（薩摩川内市東郷町斧渕 - 薩摩川内市東郷町穴戸峠）

### 重複区間
- 国道268号（鹿児島県伊佐市大口大田・中町交差点 - 伊佐市大口上町）
- 国道447号（鹿児島県伊佐市大口上町 - 伊佐市大口大島）
- 国道328号（鹿児島県薩摩郡さつま町宮之城屋地・屋地交差点 - 薩摩郡さつま町・山崎三文字交差点）

### 道路施設

#### トンネル
起点から
- 熊本県
  - 大塚隧道：延長85 m、人吉市
  - 西大塚トンネル：延長474 m、1999年（平成11年）竣工、人吉市
  - 久七トンネル ：延長3,945 m、2004年（平成16年）竣工、人吉市 - 鹿児島県伊佐市

九州の一般道路（高速道路を除く）では最長のトンネルとなった[注釈 6]。

## 地理

### 通過する自治体
- 熊本県
  - 人吉市
- 鹿児島県
  - 伊佐市 - 薩摩郡さつま町 - 薩摩川内市

### 交差する道路
| 交差する道路                                  | 都道府県名 | 市町村名   | 市町村名   | 交差する場所 | 交差する場所               |
| --------------------------------------------- | ---------- | ---------- | ---------- | ------------ | -------------------------- |
| 国道219号                                     | 熊本県     | 人吉市     | 人吉市     | 西間上町     | 西間上町交差点 / 起点      |
| 国道268号 重複区間起点                        | 鹿児島県   | 伊佐市     | 伊佐市     | 大口大田     | 中町交差点                 |
| 国道268号 重複区間終点 国道447号 重複区間起点 | 鹿児島県   | 伊佐市     | 伊佐市     | 大口上町     |                            |
| 国道447号 重複区間終点                        | 鹿児島県   | 伊佐市     | 伊佐市     | 大口大島     |                            |
| 鹿児島県道48号出水菱刈線                      | 鹿児島県   | 伊佐市     | 伊佐市     | 大口下殿     |                            |
| 鹿児島県道404号鶴田大口線                     | 鹿児島県   | 伊佐市     | 伊佐市     | 大口下殿     |                            |
| 鹿児島県道424号針持菱刈線                     | 鹿児島県   | 伊佐市     | 伊佐市     | 大口針持     |                            |
| 鹿児島県道407号針持永野線                     | 鹿児島県   | 伊佐市     | 伊佐市     | 大口針持     |                            |
| 鹿児島県道396号薩摩祁答院線                   | 鹿児島県   | 薩摩郡     | さつま町   | 求名         | 薩摩町求名交差点           |
| 鹿児島県道402号求名小川田線                   | 鹿児島県   | 薩摩郡     | さつま町   | 求名         |                            |
| 鹿児島県道404号鶴田大口線                     | 鹿児島県   | 薩摩郡     | さつま町   | 鶴田         |                            |
| 鹿児島県道397号鶴田定之段線                   | 鹿児島県   | 薩摩郡     | さつま町   | 鶴田         | 鶴田小前交差点             |
| 国道504号                                     | 鹿児島県   | 薩摩郡     | さつま町   | 旭町         |                            |
| 国道328号 重複区間起点                        | 鹿児島県   | 薩摩郡     | さつま町   | 宮之城屋地   | 屋地交差点                 |
| 鹿児島県道406号宮之城祁答院線                 | 鹿児島県   | 薩摩郡     | さつま町   | 船木         |                            |
| 国道328号 重複区間終点                        | 鹿児島県   | 薩摩郡     | さつま町   | 山崎         | 山崎三文字交差点           |
| 鹿児島県道392号薩摩山崎停車場線               | 鹿児島県   | 薩摩郡     | さつま町   | 二渡         |                            |
| 鹿児島県道346号山田入来線                     | 鹿児島県   | 薩摩川内市 | 薩摩川内市 | 東郷町南瀬   | 南瀬交差点                 |
| 鹿児島県道344号東郷山田宮之城線               | 鹿児島県   | 薩摩川内市 | 薩摩川内市 | 東郷町斧渕   |                            |
| 鹿児島県道335号市比野東郷線                   | 鹿児島県   | 薩摩川内市 | 薩摩川内市 | 東郷町斧渕   |                            |
| 鹿児島県道46号阿久根東郷線                    | 鹿児島県   | 薩摩川内市 | 薩摩川内市 | 東郷町斧渕   | 東郷小学校前交差点         |
| 鹿児島県道339号東郷西方港線                   | 鹿児島県   | 薩摩川内市 | 薩摩川内市 | 田海町       | 田海町交差点               |
| 国道3号 鹿児島県道44号京泊大小路線            | 鹿児島県   | 薩摩川内市 | 薩摩川内市 | 大小路町     | 国道267号入口交差点 / 終点 |

### 交差する鉄道
- 九州新幹線
- 肥薩おれんじ鉄道